# João Damasceno da Silva Póvoas
João Damasceno da Silva Póvoas, O.F.M. (Porto, 26 de outubro de 1780 - Luanda, 21 de fevereiro de 1826) foi um frei franciscano e prelado português da Igreja Católica, bispo de Angola e Congo.

## Biografia
Nascido no Porto, era membro da ordem dos Franciscanos Observantes. Foi ordenado diácono em 13 de novembro e ordenado padre em 20 de novembro de 1803.
Foi nomeado bispo de Angola em Congo pelo príncipe regente Dom João em 1 de julho de 1814, sendo confirmado pelo Papa Pio VII em 19 de dezembro do mesmo ano. Foi consagrado em 6 de outubro de 1816, por Dom José Caetano da Silva Coutinho, bispo de São Sebastião do Rio de Janeiro, coadjuvado por Dom Antônio Rodrigues de Aguiar, bispo-prelado de Goiás.
Durante seu governo pastoral, buscou a melhora da educação clerical local e publicou pastoral em que determinava que a Diocese de Angola e Congo deveria seguir o calendário da Diocese de São Sebastião do Rio de Janeiro em 16 de dezembro de 1819. Na esteira das agitações em 1822, acabou sendo nomeado presidente da junta governativa de Angola em 6 de fevereiro.
Por suas posições mais ligadas ao Brasil (naqueles tempo a Diocese de Angola e Congo era sufragânea da São Salvador da Bahia), foi substituído como governador em 2 de outubro de 1823, após um levante liderado por Cristóvão Avelino Dias.
Faleceu em Luanda em 21 de fevereiro de 1826.